# Manolo Fábregas
Manuel Sánchez-Navarro Schiller (Vigo, Pontevedra, 15 de julio de 1921-Ciudad de México, 4 de febrero de 1996), conocido como Manolo Fábregas, o el Señor Teatro, fue un actor hispanomexicano.

## Biografía y carrera

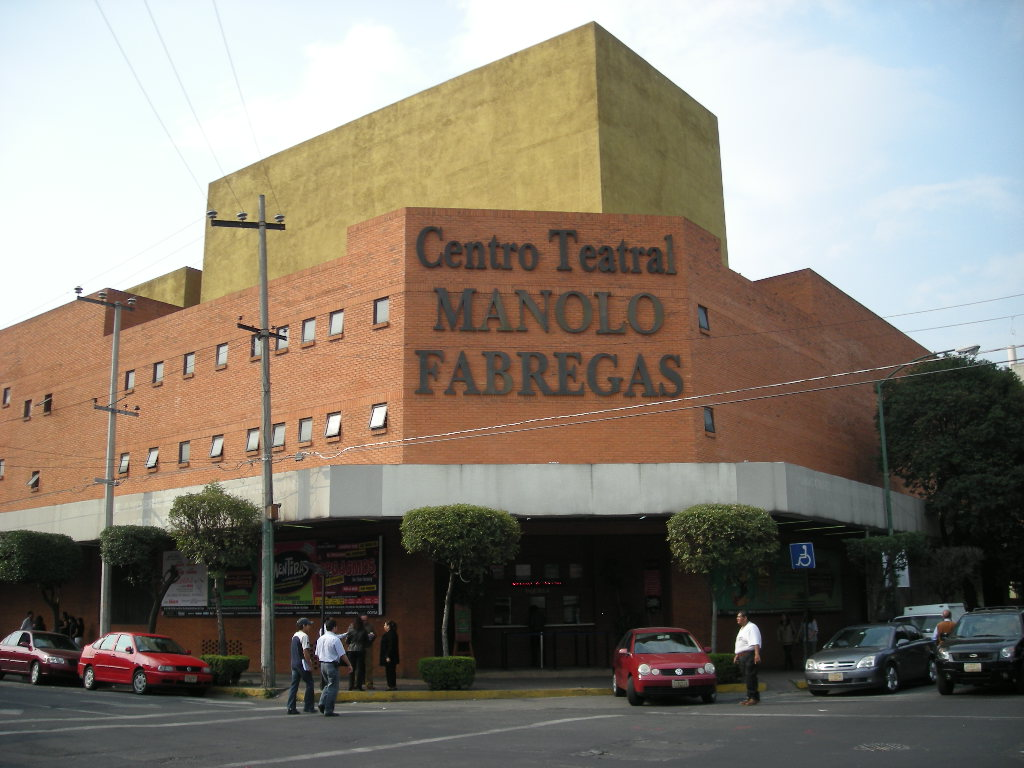
Teatro Manolo Fábregas en la Ciudad de México. Bautizado así en su memoria.

Sus padres Fanny Schiller y Manuel Sánchez Navarro, se lo llevaron a México en 1934 y allí se quedó por el resto de su vida. Inició su carrera en teatro en la compañía de María Tereza Montoya en la obra de teatro "La Hiedra". En 1951 contrajo matrimonio con Rafaela Salinas (conocida como Fela Fábregas) con quien tuvo seis hijos, aunque uno murió siendo niño. Filmó grandes cintas, como  El mártir del calvario, con sus compatriotas: Enrique Rambal, José Baviera, José María Linares Rivas, José Mora Méndez, Francisco Reiguera, Miguel Arenas, Luis Mussot, Antonio Bravo y Enrique García Álvarez, en 1952.
Y también filmó otra película como esta con sus compatriotas y era nada más ni nada menos que La barraca en 1945 con gente como Anita Blanch, Amparo Morillo, Luana Alcañiz, Manuel Noriega, Carlos Villarías y José Morcillo. Además ganó un Ariel por ella. Recibió un premio por ser el galán más popular del cine debido a sus famosas telecomedias en domingo. También se fue a Nueva York para doblar películas a la Metro Goldwyn Mayer. Retornó a España para filmar varias películas como La noche del sábado (1950) con María Félix, Rafael Durán y José María Seoane o La casa de la Troya), con los también españoles Ángel Garasa y Manolo Calvo. También otras recordadas como la de Mecánica nacional en 1971, Lagunilla, mi barrio en 1980, y Lagunilla 2 en 1981.
Se le recuerda también como actor, director y productor teatral y se le reconoce como un artista que se empeñó en montar en México los mejores musicales de Broadway y Londres.
En 1977 realizaría y dirigía El diluvio que viene, donde él mismo fue "La voz de Dios". También en 1986 realizó y protagonizó El violinista en el tejado.
Participó en temporadas en los teatros Ideal, Insurgentes, Manolo Fábregas, San Rafael y Virginia Fábregas, así como en diversas giras nacionales e internacionales.

## Muerte
En 1996 murió en el teatro que ahora lleva su nombre a causa de un paro cardíaco, el 4 de febrero en la Ciudad de México, a los 74 años de edad.

## Filmografía

### Cine
- Mecánica nacional (1972)
- Sol en llamas (1962)
- El proceso de las señoritas Vivanco (1961)
- Las señoritas Vivanco (1959)
- Las interesadas (1952)
- El mártir del calvario (1952)
- La noche del sábado (1950)
- El gendarme desconocido (1941)
- Del rancho a la capital (1942)